# Фінал кубка Англії з футболу 1872
Фінал кубка Англії з футболу 1872 — 1-й фінал найстарішого футбольного кубка у світі. Учасниками фіналу були «Вондерерз» і «Роял Енджинірс». Володарем кубкового трофею став «Вондерерз».

## Шлях до фіналу
| «Вондерерз»     | «Вондерерз»       | «Вондерерз»                           | Раунд        | «Роял Енджинірс» | «Роял Енджинірс»  | «Роял Енджинірс»        |
| --------------- | ----------------- | ------------------------------------- | ------------ | ---------------- | ----------------- | ----------------------- |
| Суперник        | Результат         | Матчі                                 |              | Суперник         | Результат         | Матчі                   |
| «Гарроу Чекерс» | технічна перемога | технічна перемога                     | Перший раунд | «Райгейт Пріорі» | технічна перемога | технічна перемога       |
| «Клепем Роверз» | 3—1               | 3—1                                   | Другий раунд | «Гітчін»         | 5—0               | 5—0                     |
| «Крістал Пелес» | 0—0               | 0—0                                   | Третій раунд | «Роял Енджинірс» | 1—0               | 1—0                     |
| «Квінз Парк»    | технічна перемога | 0—0, технічна перемога (перегравання) | Півфінал     | «Крістал Пелес»  | 3—0               | 0—0, 3—0 (перегравання) |

## Матч
| 16 березня 1872 |

| Вондерерз | 1:0      | Роял Енджинірс |
| --------- | -------- | -------------- |
| Беттс 15' | Протокол |                |

| Кеннінгтон Овал, Лондон Глядачів: 2 000 Арбітр: Альфред Стейр |

|  |  |

|   |  |                       |  |
|   |  |                       |  |
| В |  | Реджиналд Велч        |  |
| З |  | Едгар Лаббок          |  |
| З |  | Альберт Мейсі-Томпсон |  |
| Н |  | Чарльз Вільям Олкок   |  |
| Н |  | Едвард Ернест Боуен   |  |
| Н |  | Александер Бонсор     |  |
| Н |  | Мортон Беттс          |  |
| Н |  | Вільям Крейк          |  |
| Н |  | Томас Гумен           |  |
| Н |  | Волпол Вайдал         |  |
| Н |  | Чарльз Вулластон      |  |

|   |  |                    |  |
|   |  |                    |  |
| В |  | Вільям Меррімен    |  |
| З |  | Френсіс Маріндін   |  |
| З |  | Джордж Аддісон     |  |
| З |  | Альфред Гудвін     |  |
| Н |  | Г'ю Мітчелл        |  |
| Н |  | Едмунд Кресвелл    |  |
| Н |  | Генрі Ренні-Тейлйо |  |
| Н |  | Генрі Річ          |  |
| Н |  | Герберт Мейргед    |  |
| Н |  | Едмонд Коттер      |  |
| Н |  | Адам Богл          |  |